# Jonathan Glancey
Jonathan Glancey ist ein Architekturkritiker aus England. Von 1997 bis Februar 2012 war er Architektur- und Designredakteur beim Guardian. Zuvor hielt er dieselbe Position beim  Independent inne. Er war auch involviert in die Architekturzeitungen Building Design, Architectural Review, The Architect und Blueprint. Momentan schreibt er über Architektur und Design für die Website BBC Culture.
Er ist Ehrenmitglied des Royal Institute of British Architects, RIBA.

## Schriften
- New British architecture (London: Thames and Hudson, 1989) ISBN 0-500-34107-9
- 20th Century Architecture: The Structures That Shaped the Century (London: Carlton, 1998) ISBN 1-85868-519-2
- The Story of Architecture (London; New York: Dorling Kindersley, 2000) ISBN 0-7513-4881-3
- London: Bread and Circuses (London: Verso, 2001) ISBN 1-85984-645-9
- Spitfire: The Biography, 2006
- Nagaland: A journey to India's forgotten frontier, April 2011
- Kompakt & Visuell Architektur: Bauwerke. Geschichte. Stile. Architekten, (Dorling Kindersley, 2007) ISBN 978-3831010226